# Vil·la Maria (Esplugues de Llobregat)
La Vil·la Maria és una obra noucentista d'Esplugues de Llobregat (Baix Llobregat) inclosa a l'Inventari del Patrimoni Arquitectònic de Catalunya.

## Descripció
Tres habitatges unifamiliars aïllats situades en un recinte enjardinat, amb accés individual. Dues són bessones: edifici de planta baixa, pis i amb una torre de coberta a quatre vessant. Façana i torre estucades en beix. Finestres amb marcs de maó vist. La tercera és de planta baixa, amb un portal coronat per un frontó de línia corba.
Totes tres responen a la tipologia de les construccions de caràcter residencial i d'estiueig de la dècada dels anys 20.